# Budkî, Kremeneț
Budkî (în ucraineană Будки) este localitatea de reședință a comunei Budkî din raionul Kremeneț, regiunea Ternopil, Ucraina.

## Demografie
Componența lingvistică a localității Budkî
     Ucraineană (99,71%)
     Alte limbi (0,29%)
Conform recensământului din 2001, majoritatea populației localității Budkî era vorbitoare de ucraineană (99,71%), existând în minoritate și vorbitori de alte limbi.